# Prodelphinidine B3
La prodelphinidine B3 est une prodelphinidine, c'est-à-dire un type de tanins condensés. Les tanins condensés sont des polymères de flavanols et les prodelphinidines sont notamment composées de gallocatéchines.
Le nom provient du fait que ce type de tanins produit de la delphinidine, une anthocyane, lors de leur hydrolyse en milieu acide.
Il s'agit d'un dimère de structure Gallocatéchine-(4→8)-catéchine. 
On peut la trouver dans des fruits comme le kaki, dans l'orge et dans la bière. On peut aussi en trouver dans la peau de la grenade.